# Colección David
La Colección David (en danés: Davids Samling) es un museo de arte en Copenhague, Dinamarca, que contiene arte y artesanías de Europa del siglo XVIII, de la Edad de Oro Danesa, arte moderno danés, y una de las más importantes colecciones de arte islámico en Europa del norte.
El origen del museo es la colección privada del jurista Christian Ludvig David; se encuentra en un edificio neoclásico de la calle Kronprinsessegade, frente a los jardines del castillo de Rosenborg.

## Historia
El museo tiene su origen en la colección privada del Christian Ludvig David (1878-1960), miembro de la Corte Suprema de Dinamarca. El edificio que actualmente alberga al museo fue comprado en 1810 por la familia David, que lo habitó hasta 1830, año en que fue vendida. C.L. David la adquirió en 1917 y estableció allí su domicilio, pero las plantas superiores las utilizó para exponer al público su colección artística.
El 12 de diciembre de 1945 la colección y el edificio que la alberga se convirtieron en una institución independiente, la Fundación y Colección C.L. David, y el museo abrió en 1948. Con el correr de los años, el espacio para la exhibición se expandió y reconstruyó a medida que la colección crecía. En 1960, a la muerte de David, la fundación fue la única heredera de su fortuna.
En 1986, la fundación adquirió un lote adyacente, donde el arquitecto Vilhelm Wohlert, conocido por su diseño del Museo Louisiana de arte moderno, diseñó en 1990 una galería para la creciente colección de miniaturas islámicas.
Los trabajos de remodelación han incluido paulatinamente la adición de más salones y el mejoramiento de las instalaciones. En 2006 el museo se cerró temporalmente al público debido a remodelaciones y arreglos de la colección. Abrió nuevamente en mayo de 2009.

## El edificio

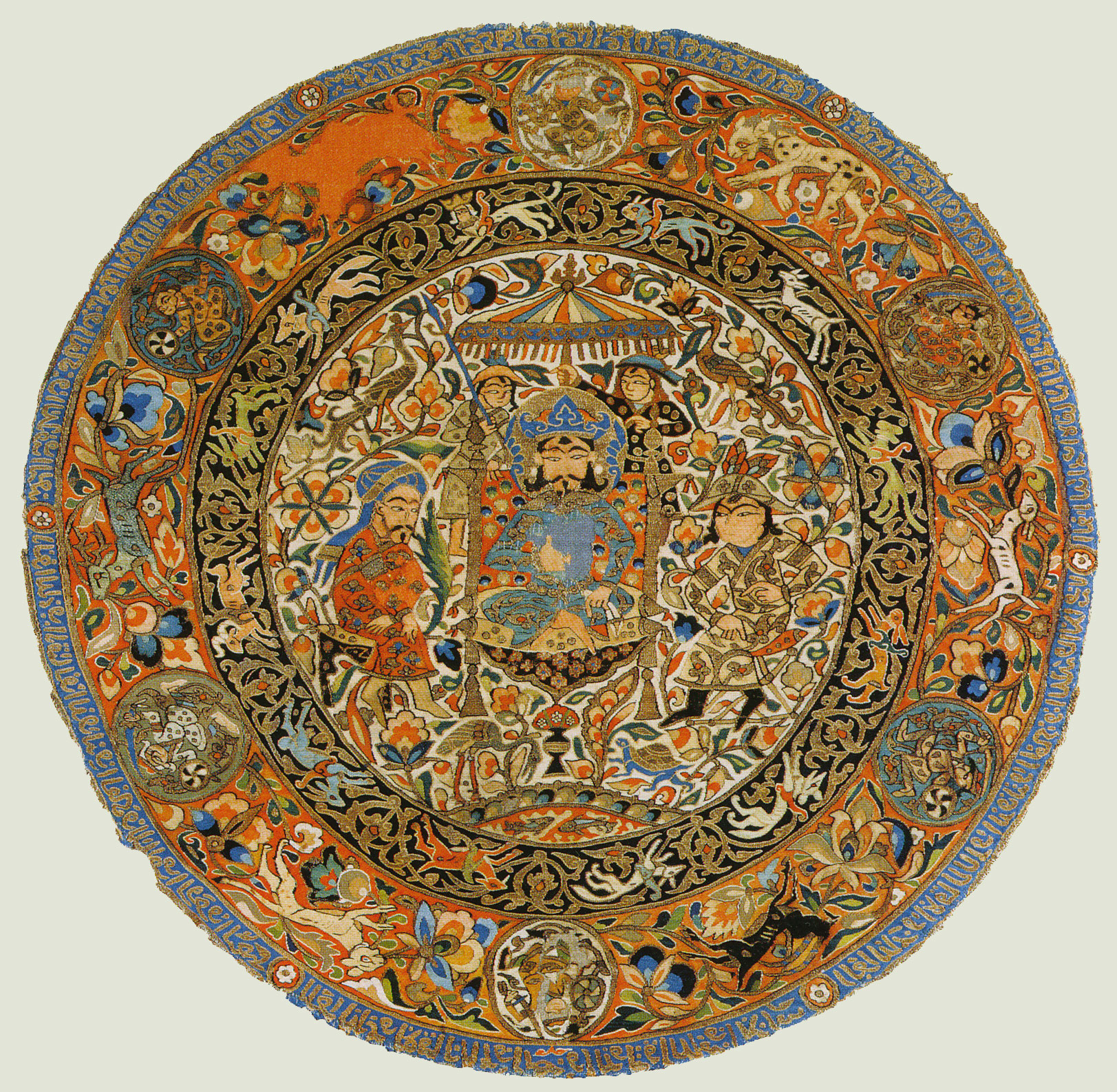
Pieza textil del Oriente Medio con motivos mongoles.

Después del incendio de Copenhague de 1795, el rey cedió una franja de tierra que había sido parte de los jardines del castillo de Rosenborg. En esta zona se construyó la casa de Kronprisessegade 30, junto a varias casas más de la misma calle, entre 1806 y 1807.
La casa fue construida en estilo neoclásico para el capitán J.C. Krieger por su cuñado, el inspector de la ciudad J.H. Rawert. La planta del edificio, al igual que las casas vecinas, tiene una forma de L con tres cuartos frente a la calle, el comedor en la esquina donde se juntan el ala frontal con la lateral, y una serie de cuartos pequeños en esta última. El ala lateral fue expandida posteriormente con una anexo de cinco plantas que originalmente contenía las cocinas y las habitaciones de la servidumbre,
El arquitecto Carl Petersen fue el responsable de la primera reconstrucción de la planta alta, cuando la pendiente del techo se hizo más pronunciada para crear un espacio adecuado para dos nuevos y grandes salones con tragaluces. Esta remodelación concluyó hacia 1920.

## Colecciones
La Colección David destaca por su colección de arte islámico y contiene obras del mundo islámico clásico, desde España hasta la India, en un período que abarca desde el siglo VII hasta el XIX.
Las colecciones europea y danesa incluyen:
- pinturas de artistas daneses como Christoffer Wilhelm Eckersberg, Christen Købke y Vilhelm Hammershøi, así como los franceses François Boucher y Jean-Baptiste Perronneau;
- muebles Chippendale y de David Roentgen;
- porcelana (incluyendo antigua porcelana de Meissen) y fayenza;
- platería;
- un pequeño grupo de pinturas, esculturas y cerámica de artistas daneses entre las décadas de 1880 y 1950, incluyendo pinturas de Vilhelm Hammershøi y Jens Ferdinand Willumsen.